# Lista de governantes de Tenochtitlán
Esta é uma lista dos governantes (tlatoanis) de Tenochtitlan, uma das cidades-estado astecas.
| Período             | Nome em nauatle                         | Significado em português              |
| ------------------- | --------------------------------------- | ------------------------------------- |
| 1366 - 1396         | Ācamāpīchtli                            | Feixe de Tules                        |
| 1396 - 1417         | Huītzilihhuitl                          | Pena de colibri                       |
| 1417 - 1427         | Chīmalpopōca                            | Escudo que fumega                     |
| 1428 - 1440         | Ītzcóātl                                | Serpente de obsidiana                 |
| 1440 - 1469         | Motēcuzōmā Ilhuicamīna                  | Senhor encolerizado, flecheiro do céu |
| 1469 - 1481         | Āxāyacatl                               | Cara de água                          |
| 1481 - 1486         | Tízoc                                   | Perna enferma                         |
| 1486 - 1502         | Āhuitzōtl                               | Lontra                                |
| 1502 - 1520         | Motēcuzōmā Xocoyotzīn                   | Senhor encolerizado, o pequeno        |
| 1520 - 1521         | Cuitlahuac                              | Aquele que foi encarregado (de algo)  |
| 1521 - 1521         | Cuāuhtemōc                              | Águia que cai sobre sua presa         |
| Tlatoanis coloniais |                                         |                                       |
| 1525 - 1526         | Juan Velázquez Tlacotzin                |                                       |
| 1526 - 1530         | Andrés de Tapia Motelchiuh              |                                       |
| 1532 - 1536         | Pablo Xochiquentzin                     |                                       |
| 1539 - 1541         | Diego de Alvarado Huanitzin             |                                       |
| 1541 - 1554         | Diego de San Francisco Tehuetzquititzin |                                       |
| 1554 - 1556         | Regente Esteban de Guzmán               |                                       |
| 1557 - 1562         | Cristóbal de Guzmán Cecetzin            |                                       |
| 1563 - 1565         | Luis de Santa María Nanacacipactzin     |                                       |